# Quiero Volver
Quiero Volver é o segundo álbum solo da cantora argentina TINI. Após lançar 4 singles do álbum ("Te Quiero Más", "Princesa", "Consejo de Amor" e "Quiero volver"), a ex-Violetta finalmente liberou seu segundo álbum solista. O álbum foi lançado no dia 12 de outubro de 2018, com ele TINI entrou nos top charts na Argentina e em outros países.

## Antecedentes e produção
Após lançar o álbum Tini, Tini Stoessel começou sua turnê pelo mundo, e no final de sua turnê a cantora confessou que já havia começado a trabalhar em seu segundo disco. Quando faltava apenas mais dois shows para encerrar sua turnê ("Got Me Started tour"), TINI lançou primeiro single do álbum: "Te Quiero Más". Para produzir o disco Tini teve como produtor André Torres, criador do hit Despacito cantado por Luis fonsi. Em novembro TINI foi para Los Angeles e gravou seu segundo álbum, deixando seu lado mais pop para partir para um lado mais latino com o gênero reggaeton. Junto com André Torres e outros compositores TINI ajudou a compor cada musica do zero.

## Vídeos musicais
No dia 12 de outubro de 2017 TINI lançou seu primeiro vídeo musical para seu segundo álbum, o da música "Te Quiero más"  que contou com a participação do cantor colombiano Nacho. O videoclipe foi o primeiro vídeo musical nativo da argentina a chegar a 1.000.000 de visitas no YouTube em menos de 24 horas.
No dia 04 e abril de 2018 TINI lançou o segundo videoclipe para o álbum, "Princesa" e dessa vez tinha a cantora colombiana Karol G ao seu lado. O clipe girl power contém dança e um visual sensual.
Já no dia 21 de junho de 2018 TINI lançava o single "Consejo de Amor" com o grupo colombiano Morat. No clipe podemos ver a história triste de um casal que trabalha em um restaurante.
Após um mês TINI lançou o videoclipe do single que foi inspiração para o nome do álbum e de sua nova turnê, com a participação do cantor colombiano Sebástian Yatra, ao qual ela já havia feito uma parceira na musica "Ya No Hay Nadie Que Nos Pare" do álbum anterior. A música "Quiero Volver" foi lançada no dia 2 de agosto de 2018, junto com um videoclipe. TINI quebrou seu próprio recorde chegando a 1.000.000 de visitas no YouTube em menos de 16 horas e a marca de 2.000.000 em 22 horas e atingido assim o videoclipe nativo mais acessado nas primeiras 24 horas, até então, com 2.400.000 de visualizações.
Após lançar o álbum, TINI esperou cerca de um mês e, no primeiro dia de novembro, lançou o videoclipe da música "Por Qué Te Vas" junto a Cali y El Dandee. O clipe conta um historia trágica entre um casal que é interpretado pelos atores argentinos Celeste cid e Juan Minujín. O clipe bateu a marca de 1.000.000 em menos de 19 horas.

## Lista de faixas
| N.º | Título                                    | Duração |  |
| 1.  | "Quiero Volver (feat. Sebastián Yatra)"   | 3:03    |  |
| 2.  | "Flores"                                  | 3:21    |  |
| 3.  | "Princesa (feat. Karol G)"                | 3:23    |  |
| 4.  | "Like That"                               | 2:54    |  |
| 5.  | "Por Qué Te Vas (feat. Cali y El Dandee)" | 3:27    |  |
| 6.  | "Waves"                                   | 3:10    |  |
| 7.  | "Consejo de Amor (feat. Morat)"           | 3:19    |  |
| 8.  | "Never Ready"                             | 3:30    |  |
| 9.  | "Love Is Love"                            | 2:57    |  |
| 10. | "Te Quiero Más (feat. Nacho)"             | 3:25    |  |
| 11. | "Respirar"                                | 3:04    |  |

## Certificações
| Região          | Certificado | Ref.  |
| --------------- | ----------- | ----- |
| Colômbia        | Ouro        | [ 3 ] |
| Equador         | Ouro        | [ 3 ] |
| Peru            | Ouro        | [ 3 ] |
| Chile           | 2× Platina  | [ 4 ] |
| América Central | Ouro        | [ 5 ] |